# Дюррюшехвар-султан
Хайрие́ Айше́ Дюррюшшехва́р-султа́н (тур. Hayriye Ayşe Dürrüşşehvar Sultan), также Дюррюшехва́р-султа́н (тур. Dürrüşehvar Sultan) и Дюрришехва́р-султа́н (тур. Dürrişehvar Sultan; 12 марта 1913 года/24 февраля 1914 года, Стамбул — 7 февраля 2006, Лондон) — единственная дочь последнего халифа из династии Османов Абдул-Меджида II от его третьей жены Атие Мехисти Кадын-эфенди; супруга Мир Хамаят Али Хана и мать двоих его сыновей; принцесса Берар. В замужестве много занималась благотворительностью и общественной деятельностью, нацеленной на обеспечение доступности образования и медицины для простого народа.

## Биография

### Ранние годы

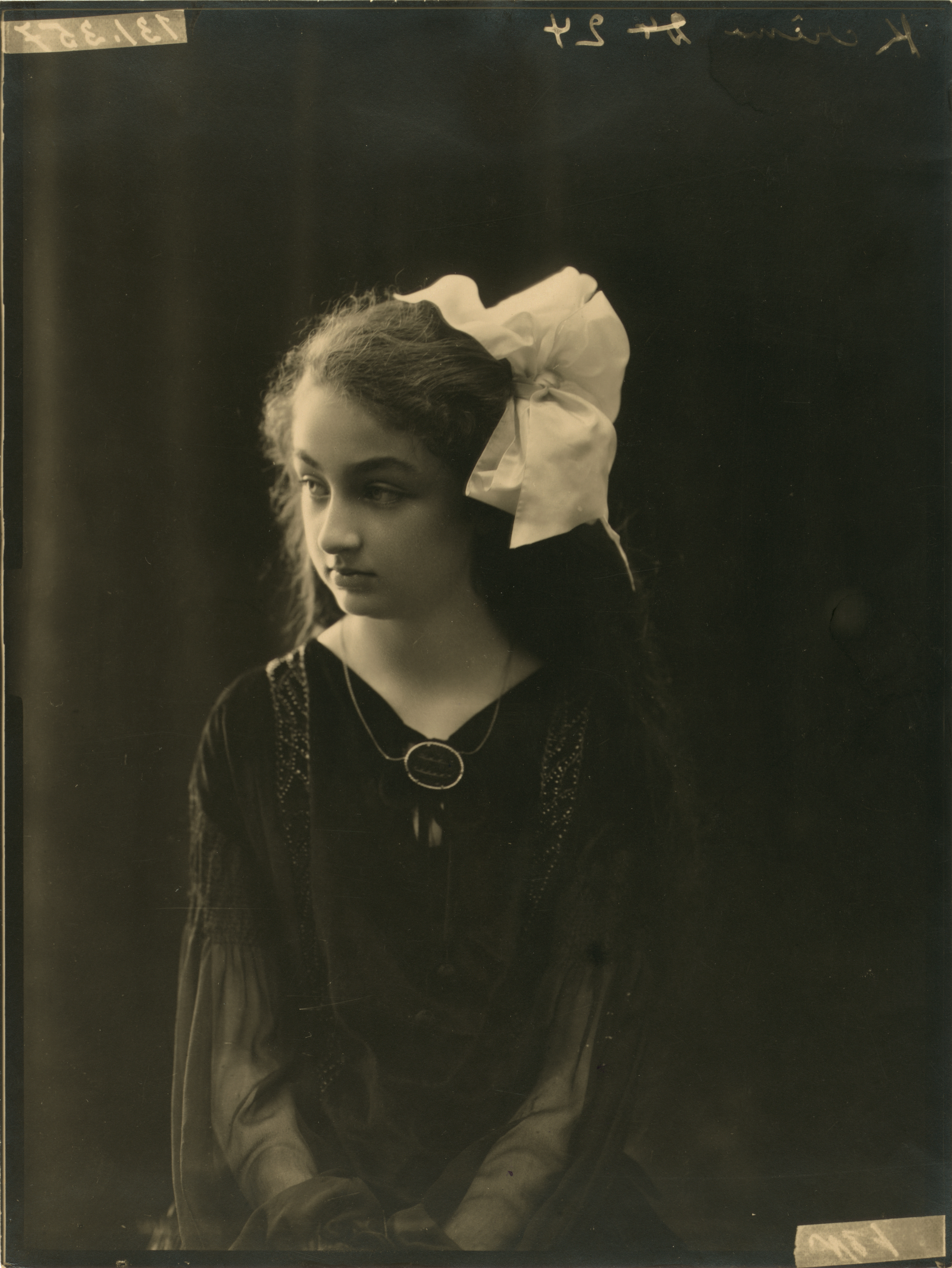
Дюррюшехвар-султан в июле 1923 года

Дюррюшехвар родилась по разным данным 12 марта 1913 года или 24 февраля 1914 года в Стамбуле. Отцом девочки был шехзаде Абдулмеджид-эфенди, четвёртый сын султана Абдул-Азиза и его второй жены черкешенки Хайраныдиль Кадын-эфенди; матерью — третья жена Абдулмеджида-эфенди Атие Мехисти Кадын-эфенди, дочь абхазского князя Хаджимафа Акалсбы и его жены Сафие-ханым, переселившихся из Абхазии после Кавказской войны в 1893 году. Дюррюшехвар была единственным ребёнком Атие Мехисти, однако помимо дочери у Абдулмеджида был сын от первой жены Шехсувар Кадын-эфенди — шехзаде Омер Фарук-эфенди.
Первые 12 лет жизни провела в Стамбуле, получила частное образование во дворцах Иджадие, Ортакёй и Долмабахче. Абдулмеджид, имевший талант к рисованию, написал несколько портретов дочери, а также любил фотографировать её. Портрет Дюррюшехвар, выполненный маслом, по сведениям турецкого историка Недждета Сакаоглу, хранится во дворце Долмабахче.

### Изгнание

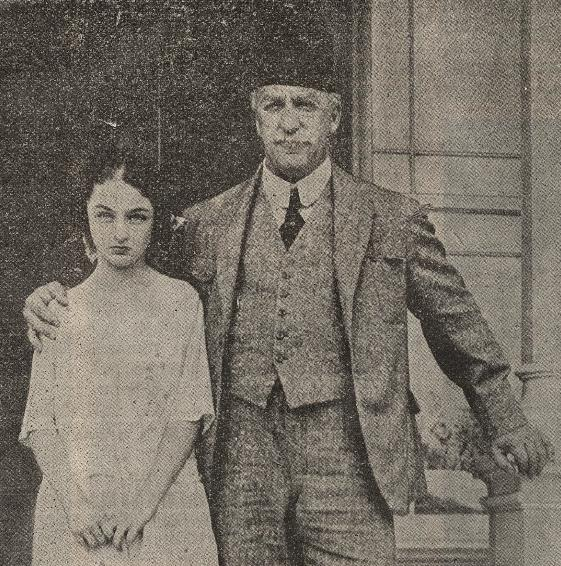
Дюррюшехвар с отцом, только что избранным халифом, в 1922 году

К 1922 году политическая обстановка в стране накалилась до предела. 1 ноября 1922 года Великое национальное собрание Турции в Анкаре постановило разделить султанат и халифат и упразднить первый, чтобы положить конец правительству в Стамбуле. 19 (по другим данным — 18) ноября 1922 года Великое национальное собрание Турции избрало отца Дюррюшехвар халифом, как наиболее достойного этого титула. Семья халифа перебралась в бывший султанский дворец Долмабахче.
29 октября 1923 года Османское государство прекратило своё существование, а на смену ему пришла Турецкая Республика, и необходимость в халифате отпала. 3 марта 1924 года был издан закон № 431, согласно которому все прямые члены династии Османов изгонялись из страны, в том числе и Дюррюшехвар. В тот же вечер Абдулмеджид с детьми, жёнами и ближайшим окружением автомобилями был доставлен к поезду в Чаталдже. Семье бывшего халифа были предоставлены от правительства 2000 фунтов, швейцарские визы и номера в одном из альпийских отелей.
Расходы семьи в Швейцарии были слишком велики, и отец Дюррюшехвар отправил учителя Салиха Керамета договориться о переезде в Париж, однако Салиху удалось договориться только о переезде в Лондон. В Лондоне низам Хайдарабада Асаф Джах VII в надежде на плодотворный союз через своего поверенного назначил Абдул-Меджиду ренту в 300 фунтов в месяц. В октябре 1924 года семье Дюррюшехвар удалось уехать во Францию, где они поселились в Ницце. Во Франции Дюррюшехвар продолжила своё образование.

### Замужество

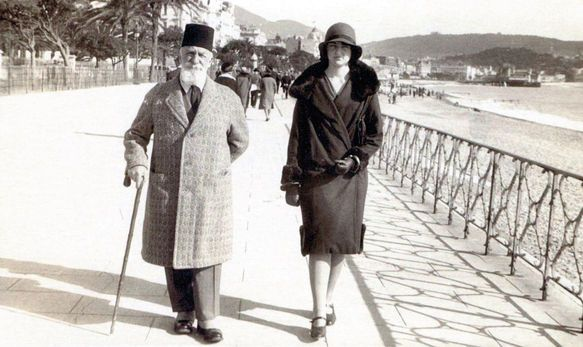
Дюррюшехвар с отцом на Английской набережной в Ницце

В Ницце Дюррюшехвар и её кузине Нилюфер Ханым-султан, правнучке Мурада V, стали поступать предложения о браке. Одним из претендентов на руку Дюррюшехвар в 1930 году стал шехзаде Мехмет Абид-эфенди, сын султана Абдул-Хамида II от Салихи Наджие Ханым-эфенди, но он получил отказ. Мужьями Дюррюшехвар и Нилюфер стали сыновья низама Хайдарабада и его первой жены — Азам Джах и Моаззам Джах. В качестве махра за дочь Абдулмеджид запросил 50 тысяч фунтов, однако низам посчитал сумму слишком большой; к согласию удалось прийти только тогда, когда эту же сумму бывший халиф запросил за двух невест. Брак дочери позволил Абдулмеджиду улучшить своё финансовое положение и переехать в Париж. Когда Дюррюшехвар отбыла на родину мужа, некоторое время с ней оставалась её мать Атие Мехисти.

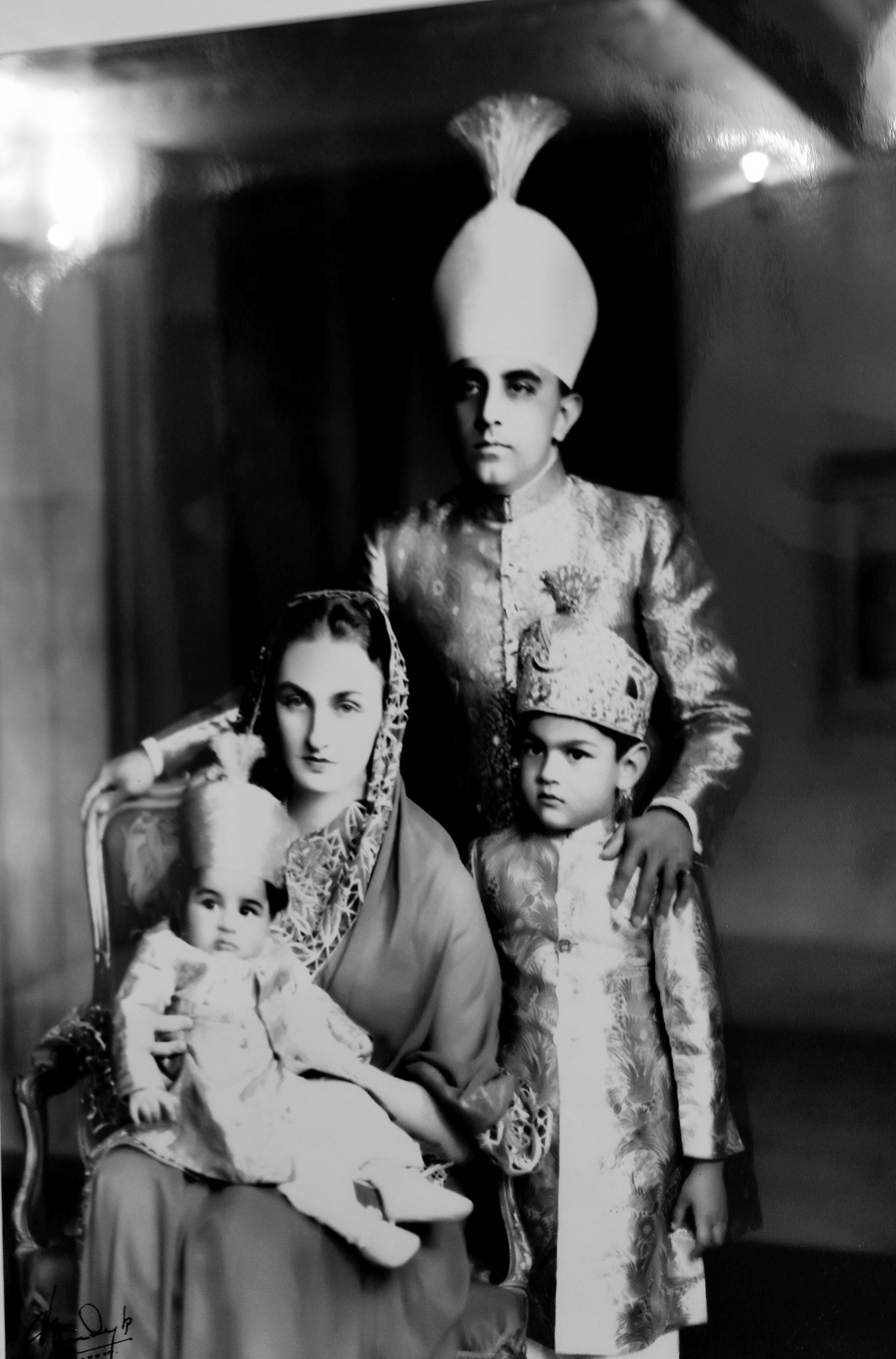
Дюррюшехвар с мужем и сыновьями примерно в 1940 году

За день до двойной свадьбы принцы прибыли в Ниццу из Лондона поездом и остановились в люксовом отеле Негреско. 12 ноября 1931 года в возрасте семнадцати лет Дюррюшехвар вышла замуж за Азам Джаха на вилле Карабасель в Ницце. Религиозный брак был заключён Дамадом Мехмедом Шерифом-пашой, мужем единоутробной сестры Абдулмеджида Эмине-султан. Местные газеты широко освещали прибытие принцев и свадебные торжества. Свадьба была весьма скромной: присутствовали только члены семьи принцесс, их близкие друзья и представители низама. После религиозной церемонии молодожёны отправились в британское консульство, чтобы заключить гражданский брак и подтвердить брачный договор, согласно которому в случае развода или смерти мужа Дюррюшехвар полагалось двести тысяч долларов в качестве компенсации. В Индию молодожёны и свита отправились из Венеции 12 декабря 1931 года на океаническом лайнере Pilsna, на котором с Конференции за круглым столом возвращался Махатма Ганди. По сообщениям прессы, Дюррюшехвар и Нилюфер на корабле встречались с Ганди.
Высадившись на берег в Бомбее, молодожёны пересели на частный поезд, принадлежавший низаму и доставивший их в Хайдарабад. В Хайдарабаде во дворце низама 4 января 1932 года был устроен банкет, после чего Дюррюшехвар с супругом поселилась на выделенной им вилле Белла Виста. В замужестве Дюррюшехвар получила титул принцессы Берар. Дюррюшехвар родила двоих сыновей Барката Али (1933—2023) и Карамата Али (род. 1939). По настоянию Дюррюшехвар мальчики получили лучшее европейское образование и женились на турчанках. Баркат Али учился в Итоне, где ранее учился и первый премьер-министр Индии Джавахарлал Неру; спустя годы Баркат, объявленный наследником хайдарабадского престола в обход отца, по предложению своего деда-низама служил почётным помощником премьер-министра Неру.
Брак Дюррюшехвар не был счастливым: Азам Джах имел многочисленных наложниц и, хотя Дюррюшехвар закрывала на это глаза, разногласия между супругами привели к разводу. После развода Дюррюшехвар какое-то время оставалась в Хайдарабаде, а затем уехала в Лондон.

### Смерть отца и последние годы

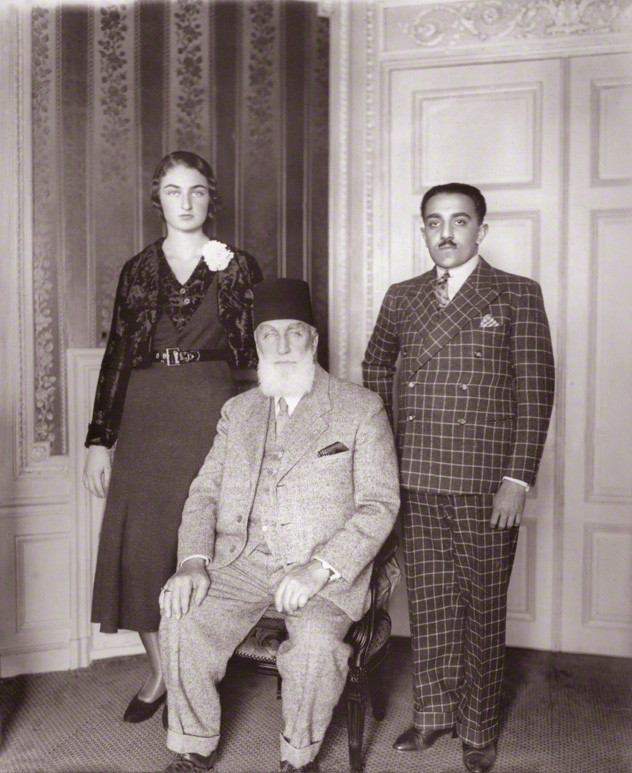
Дюррюшехвар-султан с отцом и мужем в 1931 году

Отец Дюррюшехвар умер 23 августа 1944 года; смерть бывшего халифа совпала с освобождением Парижа от немецкой оккупации во время Второй мировой войны. Абдул-Меджид просил похоронить его в Стамбуле с остальными родственниками, но Салиху Керамету, которому покойный халиф поручил организовать похороны, не удалось договориться с турецкими властями. Дюррюшехвар-султан лично встретилась с президентом республики Исметом Инёню, однако и ей не удалось договориться о перевозке и захоронении отца на родине, и тело Абдул-Меджида было захоронено в парижской мечети, однако затем, 30 марта 1954 года, перенесено в Медину.
После 1952 года Дюррюшехвар жила в Лондоне и Стамбуле, а также несколько раз приезжала в Хайдарабад (последний визит состоялся в 2004 году). После смерти бывшего мужа в 1970 году, Дюррюшехвар надолго уехала в Турцию, однако затем вернулась в Лондон. Дюррюшехвар умерла в Лондоне в 2006 году. Прожила дольше всех среди других султанских внуков, то есть на момент своей смерти была самой пожилой и последней из 22 поколения шехзаде и султан-эфенди, последовавшего за предыдущим поколением падишахов и одного халифа. Дюррюшехвар была погребена на турецком кладбище в Бруквуде рядом со своей матерью Атие Мехисти, скончавшейся в 1964 году от инсульта.

## Общественная деятельность и личность
Стремясь обеспечить доступное здравоохранение и образование простых людей Хайдарабада, Дюррюшехвар окунулась в общественную жизнь. Она открыла госпиталь для детей и женщин, рассчитанный на 200 пациентов; он специализируется на помощи беременным женщинам и детям Хайдарабада и до сих пор носит её имя. Младшая школа для девочек в Якутпуре, Баг-и-Джаханара, была открыта и работала на средства Дюррюшехвар. Она также открыла больницу колледжа Аджмал Хан Тиббия при Алигархском мусульманском университете. Кроме того, Дюррюшехвар заложила фундамент здания аэропорта Бегумпет в 1936 году; до этого небольшая полоса в Хакимпете служила аэропортом Хайдарабада.
6 мая 1935 года Дюррюшехвар с супругом присутствовала на празднованиях 25 годовщины восшествия на престол британского короля Георга V. 12 мая 1937 года они также присутствовали на коронации короля Георга VI и Елизаветы Боуз-Лайон, где Дюррюшехвар сфотографировал известный британский фотограф Сесил Битон. 23 июня 1937 года она сопровождала своего мужа во время визита, чтобы заложить камень в фундамент новой мечети в Кенсингтоне, и присутствовала в Ренеле, когда команда из Бхопала выиграла Открытый кубок Ренелы по поло. Битон сфотографировал Дюррюшехвар в её дворце в Индии в 1944 году, а затем в 1965 году во Франции.
Дюррюшехвар свободно говорила на французском, английском, турецком и урду и даже публиковала статьи во французских журналах. Став женой хайдарабадского принца, Дюррюшехвар стала отождествлять себя с простым народом; она считала, что женщины должны зарабатывать себе на жизнь, и усердно работала над тем, чтобы избавиться от практики пурды. Низам называл её своей ценнейшей драгоценностью (Nagina) и поощрял активное участие в общественной жизни Хайдарабада. Гордый тесть любил указывать на то, что Дюррюшехвар морально была гораздо лучше его сына. В компании своей подруги Рани Кумудини Деви Дюррюшехвар любила кататься на лошадях, водила машину и играла в теннис. Своей красотой и обаянием, этикетом и чувством стиля она смогла изменить трации высшего общества Хайдарабада.
Турецкий историк Недждет Сакаоглу пишет, что своей образованностью, манерами и воспитанием Дюррюшехвар представляла образ современной турчанки на самом высоком уровне в Европе, Индии и Турции. Кроме того, Дюррюшехвар стала уважаемой частью Династии благодаря не только своей внешней красоте, элегантности, манерам и привилегиям по рождению, но и отсутствием заносчивости несмотря на то, что она была внучкой султана, дочерью халифа и женой невваба.